# Вишомеж-Великий
Вишомеж-Великий (пол. Wyszomierz Wielki) — село в Польщі, у гміні Шумово Замбровського повіту Підляського воєводства.
Населення — 201 особа (2011).
У 1975-1998 роках село належало до Ломжинського воєводства.

## Демографія
Демографічна структура станом на 31 березня 2011 року:
|          | Загалом | Допрацездатний вік | Працездатний вік | Постпрацездатний вік |
| -------- | ------- | ------------------ | ---------------- | -------------------- |
| Чоловіки | 109     | 14                 | 79               | 16                   |
| Жінки    | 92      | 10                 | 56               | 26                   |
| Разом    | 201     | 24                 | 135              | 42                   |